# Тюрки-шато
Тюрки-шато (кит. упр. 沙陀, пиньинь shātuó, палл. шато или кит. упр. 沙陀突厥, пиньинь shātuó tūjué, палл. шато туцзюэ) — тюркский кочевой народ, потомки среднеазиатских хуннов из объединения чуйских племён алты чуб, произошли от племён чуюэ. В X веке они основали 3 из пяти династий в эпоху пяти династий и десяти царств.

## История

### Этноним
Шато были подразделением тюркоязычного племени чуюе.
Китайские источники свидетельствуют о существовании рода чжое/чжуcе — чугай, являющегося частью более крупного объединения чуюе.
Род чугай в связи с бурными событиями, сотрясавшими степь, был вынужден кочевать всё дальше и дальше в восточном направлении, где и получил своё название «шато», по-видимому, известное только в китайских источниках.
Согласно ‘Старой Истории Пяти Династий”, слово “Шато” -- это название большой пустыни, а племена, обитавшие южнее гор Цзиньшань и восточнее озера Пулэйхай, назывались по этой пустыне “тюрки-шато” . Таким образом, «шато», или «люди песчаных склонов/берегов» (от кит. 沙 shā – «песок») -- это искусственный этноним, данный этому тюркскому племени китайцами. Тем не менее, род правителей шато в течение некоторого времени носил фамилию Чжусе, совпадающую с исконным названием их племени . 
В.В.Бартольд в 1929 году высказал предположение, что этноним «чуюэ» является китайской транскрипцией тюркского слова «чоль» — ‘степь’ и, следовательно, китайское название этого племени «шато», «степь» или "пустыня" является калькой с тюркского слова «чоль» — степь.
Вот что дословно пишет Бартольд В. В.: «…происходившее от западных тюрок туцзюе племя чоль (в китайской транскрипции чу-юэ, в китайском переводе шато — каменистая пустыня)…».

### Происхождение шато около 600—661
Шатосцы, которые происходили из смеси племён чуюе и тюркютов Западного каганата, возникли после завоевания тюрками земель между Аралом и Балхашом. Чуюэ были племенем из союза Юэбань, который образовался при распаде державы Хунну, поэтому Л. Н. Гумилёв называл шатосцев «последними потомками хуннов». При этом в отношении собственно хуннов существуют монгольская, тюркская, тюрко-монгольская и другие версии происхождения.
В 633 году Тан Тай-цзун признал западным каганом Нишу Дулу хана. Его родственник Ашина Бучжэнь (zh:阿史那步真, Ашина Бучжень-шад) поднял восстание, в которое оказался втянут его младший брат Ашина Мише-шад. Мише, который командовал племенем чуюэ, взял с собой подчинённых и откочевал на земли империи Тан. Бучжэнь проиграл войну и бежал в Китай, а правителем каганата стал Халлыг Ышбара-Джагбу хан, проводивший жёсткую антикитайскую политику. Племя дулу откололось от каганата и выбрало каганом Юкук Ирбис-Дулу хана, который подчинил многие племена, включая чуюэ. В местности, где кочевали чуюэ (Джунгария) была обширная пустыня «шато» (沙陀) и чуюэ со временем стали называться шато-тюрки.
В 640 году Дулу сделали набег на танский город Ичжоу (伊州). Наместник Аньси Го Сяоке контратаковал и захватил городок, где жил Сыцзинь, князь чуюэ. В 640 году война закончилась свержением Ирбис-Ышбара-Джагбу хана. Ашина Хэлу, правитель Чуюэ, Чуми, Гусу, Гэлолу и Нушиби, предпочёл вступить в танское подданство и был назначен дуду Яочи со ставкой в городке Мохэ в Тинчжоу (庭州). Князь чуюэ Чжусецюэ Сыцзинь Ацюе (朱邪闕俟斤阿厥) также вступил в танское подданство.
В 653 году Халлыг Ышбара-Джагбу хан захватил Западный каганат и началась танско-тюркская война, в результате которой в 657 году Западный каганат был подчинён и разделён на округа. Чуюэ присягнули Ашина Мише-шаду, ставленнику Тан.

### Шатосцы под властью Тан 661—839
В 661 году старейшина чуюэ Шато Цзиньшань (沙陀金山) служил у командующего (武衛將軍) Сюэ Жэньгуя (薛仁貴) и воевал против теле.
В 702 году Шато Цзиньшань назначен командующим округом Цзиньмань (金滿州都督) и возведён в княжеское достоинство (張掖郡公). Ему наследовал сын Фуго (輔國), который, спасаясь от тибетцев, переселился со своим народом в границы танской империи.
В 714 году Фуго был назначен он получи отцовский пост дуду Цзиньманя (金滿州都督) и получил титул Юншоу цзюньван (永壽郡王, Ван области Юншоу). В 742 он умер и ему наследовал сын Гудочжи (骨咄支).
В 742 году Гудочжи получил пост заместителя наместника (духу) Уйгур (回紇副都護). Во время войны с Ань Лушанем он сражался за императора Су-цзуна (肅宗) и получил пост сяо вэй шан цзянцзюнь(驍衛上將軍, верховный командующий доблестной гвардией, сопровождающий 2-й ранг). Ему наследовал сын Цзиньчжун (盡忠). Служа империи, он дослужился до цзиньу вэй да цзянцзюня (金吾衛大將軍, главнокомандующий гвардией птицы счастья, 3-й основной ранг) и получил титул уездного гуна (酒泉縣公, сопровождающий 2-й ранг.) Империя Тан лежала в руинах и разваливалась на части, хотя шатоские кочевья в Джунгарии были напрямую незадеты, они страдали от высоких налогов и опасались тибетцев.
Между 785 и 805 годом, 7000 семейств шатосцев перешли на сторону тибетцев и участвовали во взятии Бэйтина в 790 году. Тибетцы переселили шато в Ганьчжоу (甘州 в Ганьсу) и поставили Цзиньчжуна править ими. Вероятно, тибетцы не слишком доверяли шатосцам, поскольку во всех боях ставили их в авангарде.
В 806 году уйгуры, союзники Тан отбили у тибетцев Линчжоу (涼州) и тибетцы, заподозрив нестойкость шато, приказали им переселиться в Цайдам. Цзиньчжун обратился к Чжусе Чжии (朱邪執宜) и тот посоветовал вернуться в Тан.
В 808 году 30 000 юрт шатосцев стали спешно двигаться вдоль северного склона Наньшаня и после по реке Таошуй в Тан. Тибетцы быстро опомнились и напали, но шатосцы продолжали отступать с боями. Цзиньчжун погиб, Чжии был изранен. К стенам Линчжоу (Линъу) подошли только 2000 воинов. Цзедуши Фань Хичао, по приказу императора, поселил их в Яньчжоу (鹽州) и создал область Иншаньфу (陰山府) и назначил Чжии их командующим. Поскольку шато проявляли необыкновенную храбрость, за счёт казны им купили скота и сделали из них отличных пограничников. Вскоре в кочевьях шатосцев стали собираться их разрозненные родичи. Пришёл и младший брат Цзиньчжуна Гэлэй Або (葛勒阿波) с 700 человек. Он был назначен увэй да цзанцзюнем (左武衛大將軍, главнокомандующий левой воинственной гвардией, основной 3-й ранг) и дуду Иншаньфу (陰山府都督). Чжии был отзван в Чанъань, где получил от императора расшитый золотом кафтан, 10 000 коней и пост цзиньувэй цзянцзюнь (金吾衛將軍, командующий гвардии Птицы счастья, сопровождающий 3-й ранг). В Чанъане опасались перехода пограничных племён на сторону Тибета и Фань Хичао в Тайюане должен был создать специальный отряд для противостояния этому. Он отобрал 1200 воинов шато и создал из них «Шатоский корпус» (沙陀軍, шатоцзюнь) с военным инспектором, а остальных отселили в Динсяньчуань (定襄川). Чжии со своим отрядом (陰山北沙陀, Ин-шань бэй шато) был обязан охранять переправы через реку Чжэньучуань (神武川).
Во время войны с мятежником Ван Чэнцзуном (en:Wang Chengzong) в Чжэнчжоу Чжии с 700 воинами сражался за императора. Несколько десятков тысяч мятежников заманили императорскую армию в ущелье Мудаогоу (木刀溝). В авангарде шёл отряд Чжии. Когда мятежники ударили на Чжии, он, несмотря на стрелы, приказал отойти и охватить мятежников с боков и вместе с Ли Гуаняном, разбил мятежников, убив 10 000. Остальные вскоре сдались. Но китайское правительство обеспокоилось усилением шатосцев и расселило их по 10 округам.
В 813 году уйгуры напали на приграничные поселения в районе Сичэна и Чжии был отправлен на укрепление границы.
В 814 году Чжии был направлен против У Юаньцзи (吳元濟, en:Wu Yuanji). За этот поход Чжии получил титул (檢校刑部尚書, министр-свершик министерства наказаний) и переведён к Ли Гуаньяну.
В 821 году шатосцы были направлены на войну с мятежниками в Шэньчжоу (深州). Чжии возвращён в столицу и переведён в гвардию на пост (金吾衛將軍, командующий гвардии птицы счастья, сопровождающий 3-й ранг).
В 830 году Лю Гунчо (柳公綽) правитель Шаньси попросил императора назначить Чжии губернатором на северо-западе, где он сможет набрать 3000 шатосцев и с этими силами защитить границу от остатков Уйгурского каганата. Войско шатосцев было названо «штаб северного похода» (代北行營), а Чжии сделали Иншаньфу дуду (陰山府都督, командующий Иншаньфу) и подчинить его Хэдуньскому цзедуши (河東節度使).
Год смерти Чжии неизвестен (где-то между 830 и 839). Ему наследовал сын Чисинь (赤心) отец Ли Кэюна и дед императора Хоу Тан Чжуан-цзуна.

### Шато и падение Тан (830—907)
Поскольку тюрки-шато стали  сделались своего рода китайскими конфедератами, императоры из династии Тан  часто использовали их как для защиты границ своей страны, так и для подавления волнений внутри неё. В 869 году сын Чжусе Чжии, Чжусе Чисинь,  принял настолько успешное участие в подавлении одного из таких восстаний,  что император  И-цзун пожаловал ему свою собственную фамилию Ли и имя Гочан (кит. 國昌) .
В 874 году крестьянские восстания в провинции Хэнань стремительно переросли в полноценную войну. В конце концов, предводитель восставших Хуан Чао в 881 году практически беспрепятственно вошел в столичный город Чанъань. Императору Си-цзуну вместе со всем  двором пришлось сбежать в провинцию Сычуань.  Хуан Чао объявил себя императором. 
Но законный император обратился к тюркам-шато. В результате, восстание Хуан Чао было в 884 году подавлено сторонниками Тан при помощи шатосской кавалерии. Больше всех при этом отличился сын Чжусе Чисиня, Ли Кэюн, выгнавший в 883 году Хуан Чао и его повстанцев из Чанъани. 
После смерти Чжусе Чисиня Ли Кэюн стал главным вождём шато. Кроме того, за свои победы над мятежниками мятежников он получил в 884 году ещё и титул Лунси-цзюньвана, а также земли в провинции Шаньси. В 896 году Ли Кэюн получил новый титул Цзинь-вана (кит. 晉王), а его владения в Шаньси стали считаться княжеством Цзинь .
В 907 году Чжу Вэнь низложил последнего императора из династии Тан и провозгласил себя первым императором новой династии Поздняя Лян. Тем не менее, новая династия унаследовала все проблемы своей великой предшественницы, включая неспособность контролировать военных губернаторов цзедуши. Тот факт, что Чжу Вэня можно было считать узурпатором и, как следствие, не подчиняться ему, только развязывал предводителям военных группировок руки. Многие из них поспешили отказать Чжу Вэню в легитимности и объявить себя независимыми правителями .

### Пять династий и десять царств
С низложением последнего императора Тан начался сложный период в истории средневекового Китая, впоследствии получивший название Пяти Династий и Десяти Царств. Словом «династии» в данном случае назывались пять государств, последовательно сменявших друг друга на центральной равнине, т. е. в политическом и культурном центре Северного Китая. На самом деле, и государств, и династий было ещё больше, но в китайской историографической традиции принято именно такое название.
Восхождение Чжу Вэня на престол привело к тому, что Ли Кэюн отказался подчиняться новой династии Поздняя Лян, так как он считал себя вассалом империи Тан. Официально он просто не хотел превращаться в предателя, но на деле это означало, что практически он провозгласил своё княжество в провинции Шаньси независимым государством. Вскоре он начал расширять пределы своего государства под тем предлогом, что он спасает население от узурпаторов из династии Лян и пытается восстановить порядок и закон .
В 908 году Ли Кэюн умер, и ему наследовал его сын Ли Цуньсюй. Во время его правления влияние тюрок-шато в Северном Китае постепенно росло. В течение в 910-913 гг. Ли Цуньсюй подчинил себе земли на север от Хуанхэ и завоевал такое же эфемерное государство Янь, а в 920-921 гг. -- ещё два княжества. 
В 923 году Ли Цуньсюй переименовал своё княжество Цзинь, значительно «подросшее» за годы его правления, в империю Тан, и начал войну против империи Поздняя Лян. Вскоре войска Поздней Лян были разгромлены, а вся её территория вошла в состав империи Поздняя Тан. Кроме этого, Ли Цуньсюй перенёс столицу своего государства в древний город Лоян, который часто бывал столицей во времена наиболее могущественных китайских империй. Этим он хотел показать, что считает себя их преемником и продолжателем их традиций, несмотря на своё происхождение.

## Правители Шато
- Ашина Мише-шад (633—638) В качестве кагана.
- Юкук Ирбис-Дулу хан (638—640) В качестве кагана.
- Чжусуцюе Сыцзинь Ацюе (朱邪闕俟斤阿厥) (640—657) Князь племени чуюэ.
- Ашина Мише-шад (657—662) В качестве кагана.
- Шато Цзиньшань (沙陀金山) (661- ок. 714) Князь шато.
- Фуго (輔國) (714—742) Князь шато.
- Гудочжи (骨咄支) (742 — ?) Князь шато.
- Цзиньчжун (盡忠) (? — 808) Князь шато.
- Гэлэй Або (葛勒阿波) (ок. 808 — ?).
- Чжусе Чжии (朱邪執宜) (неформально управлял с 808 — умер в 830-х) Посмертно: Император Чжаоле. Основатель династии Поздней Тан.
- Чжусе Чисинь (赤心) (ок. 830/839 — 887) он же Ли Гочан.

## Знаменитые представители из племени Шато
Предки императора Чжуан-цзуна (908—926) первоначально именовались Чжусе (朱邪) и происходили от западных тюрок туцзюе. При последующих поколениях выделились, сами себя назвали Шато и взяли фамилию Чжусе.
Ли Кэюн, которому его сын Ли Цуньсюй посмертно дал титул императора У-ди, происходил из рода Чжусе и был сыном Чисиня .